# منتخب البرازيل لهوكي الحقل للسيدات
منتخب البرازيل لهوكي الحقل للسيدات هو ممثل البرازيل الرسمي في المنافسات الدولية في هوكي الحقل للسيدات
.